# Баротропность
Баротро́пность, баротропи́я (из др.-греч. βάρος — тяжесть + τρόπος — оборот, поворот, образ, характер) в гидродинамике — свойство сплошной среды, при котором её плотность является функцией только давления. Сплошная среда, не являющаяся баротропной, называется «барокли́нной».
В баротропной среде изопикническая поверхность параллельна изобарической.
В бароклинной атмосфере плотность воздуха является функцией не только давления, но и температуры или влажности. В бароклинном океане плотность воды является функцией не только давления, но и температуры или солености.
Бароклинность является одной из причин развития завихренности в атмосфере и в океане. Из уравнения вихря следует, что скорость роста завихренности под действием бароклинности измеряется псевдовектором:
{\displaystyle \ B={\frac {1}{\rho ^{2}}}\nabla \rho \times \nabla p,}
где {\displaystyle \ \rho } — плотность, {\displaystyle \ p} — давление. Векторное произведение градиентов давления и плотности
пропорционально углу наклона между изобарической и изопикнической поверхностями.
Для идеального газа эта величина принимает вид:
{\displaystyle B={\frac {\nabla p\times \nabla T}{\rho T}},}
где {\displaystyle \ T} — абсолютная температура.
Для газа с постоянной удельной теплоёмкостью (политропный газ) из уравнения Пуассона следует, что вектора градиента давления и градиента плотности параллельны. Из этого следует, что политропный газ всегда баротропен.